# Polyzoa minor
Polyzoa minor är en sjöpungsart som beskrevs av Monniot 1970. Polyzoa minor ingår i släktet Polyzoa och familjen Styelidae.
Artens utbredningsområde är Södra Ishavet. Inga underarter finns listade i Catalogue of Life.